# Klemen Karlin
Klemen Karlin, slovenski organist, * 1973, Kranj.
Klemen Karlin je po končani Orglarski šoli v Ljubljani študiral orgle na Koroškem deželnem konservatoriju v Celovcu (pri profesorju Klausu Kuchlingu) in na Univerzi za glasbo in uprizarjajočo umetnost na Dunaju (pri profesorju Michaelu Radulescuju), kjer je leta 2003 magistriral z odliko. V okviru študijske izmenjave se je dodatno izpopolnjeval na Conservatoire national supérieur musique et danse v Lyonu (pri profesorju Jeanu Boyerju), leta 1999 pa je na Univerzi v Ljubljani zaključil tudi študij kemije.
V letih 1991–1998 je prejel več nagrad na nacionalnih tekmovanjih mladih glasbenikov in na Evropskem tekmovanju mladih orglavcev v Ljubljani, bil pa je tudi finalist tekmovanja Severnonemškega radia leta 2000 v Hamburgu in polfinalist tekmovanja Xavierja Darassea leta 2002 v Toulouseu. Gostoval je na Švicarskem orgelskem festivalu in na prestižnem festivalu Toulouse les Orgues, večkrat nastopil kot solist z Orkestrom Slovenske filharmonije in s Simfoničnim orkestrom RTV Slovenija, vedno znova pa sodeluje tudi z raznimi vokalnimi sestavi (Slovenski komorni zbor, Komorni zbor Megaron, Zbor sv. Nikolaja Litija) in v komornih zasedbah (Trio Seraphim).
Za Radio Slovenija je vrsto let pripravljal oddaje o orglah in orgelski glasbi z naslovom Obiski kraljice, aktiven je kot organizator koncertnega življenja (umetniški vodja cikla koncertov orgelske komorne glasbe ORGLE &), glavno težišče njegovega delovanja pa predstavlja vzgoja novih rodov orglavcev v glasbenih šolah v Škofji Loki in v Zavodu sv. Stanislava v Ljubljani.
Klemen Karlin je ustanovni član Slovenskega orgelskega društva in Kulturno-zgodovinskega društva Lonka Stara Loka, ki mu trenutno tudi predseduje.